# Большая Калемъега
Большая Калемъега — река в России, протекает по Тюменской области. Устье реки находится в 464 км по левому берегу реки Демьянка. Длина реки составляет 67 км. Площадь водосборного бассейна — 580 км².
В 7 км от устья по правому берегу впадает приток — Малая Калемъега.

## Данные водного реестра
По данным государственного водного реестра России относится к Иртышскому бассейновому округу, водохозяйственный участок реки — Иртыш от впадения реки Тобол до города Ханты-Мансийск (выше) без реки Конда, речной подбассейн реки — бассейны притоков Иртыша от Тобола до Оби. Речной бассейн реки — Иртыш.